# Robert Prosky
Robert Prosky (Filadelfia, Pensilvania, 13 de diciembre de 1930-Washington D. C., 8 de diciembre de 2008) fue un actor estadounidense.

## Biografía
Apareció en películas como Christine, The Natural, Broadcast News, Matrimonio de conveniencia, Hoffa, Rudy y Pena de muerte. Además de las películas, apareció en varios programas de televisión como actor regular, pudiéndose mencionar las series Hill Street Blues y Veronica's Closet y en teatro en obras como Twelve Angry Men (2004), de Reginald Rose.

## Filmografía
- D-Tox (2003)
- Smoochy (2002)
- Dudley Do-Right (1999)
- Veronica's Closet (1997) (1997–1998)
- Cámara sellada (1996)
- Pena de muerte (1995)
- The Scarlet Letter (1995)
- Miracle on 34th Street (1994)
- Mrs. Doubtfire (1993)
- Rudy (1993)
- Last Action Hero (1993)
- Hoffa (1992)
- Far and Away (1992)
- Green Card (1990)
- Gremlins 2: The New Batch (1990)
- The Great Outdoors (1988)
- Outrageous Fortune (1987)
- Broadcast News (1987)
- Fe en el viento (1985)
- Hill Street Blues (1984–1987)
- The Natural (1984)
- The Keep (1983)
- Christine (1983)
- The Lords of Discipline (1983)
- Thief (1981)